# Eric Bloom
Pour les articles homonymes, voir Bloom.
Eric Bloom, né le 1er décembre 1944, est un auteur compositeur et musicien américain, connu pour être le chanteur guitariste du groupe Blue Öyster Cult, depuis 1971.

## Enfance
Eric Bloom nait à Brooklyn, et grandit dans le Queens à New York: il est le cadet de trois enfants. Sa mère est femme au foyer, et son père tient une société d'encadrement et de développement photos, à Manhattan. Eric a d'abord étudié à la George J. Ryan Junior High School, puis à la Woodmere Academy, et à la Cheshire Academy, dans le Connecticut: c'est là qu'il achète sa première guitare, une Harmony Full-Bodied électrique à 52$. 
Après son diplôme de la Cheshire Academy en 1962, il part, pour l'été, en Espagne, étudier à l'Université internationale Menéndez Pelayo à Santander, avant d'entrer à l'université à l'automne.
Bloom étudie les langues modernes au Hobart College, à Geneva, dans l'état de New York. En 1964, il quitte l'université pour travailler dans une entreprise familiale d'importation de voitures, mais il revient au Hobart College un an plus tard, craignant d'être mobilisé au Vietnam.
En 1963, Bloom découvre la musique de Wilmer & the Dukes (en), qui fait impression sur lui. Il assiste à plus de 100 de leurs prestations,  lui et son groupe les "Lost and Found", font leur première partie au Hobart College. James Brown et Ronnie James Dio ont également été des influences majeurs pour Bloom.

## Carrière

### 1967- Summer of love
Après le collège, Bloom décide de faire une tournée avec son groupe, dans l'État de New York (il est le seul à posséder une camionnette pour le transport de matériel). Le groupe ayant eu des changements de membres, il est rebaptisé "The Rock Garden". Ils font une tentative d'enregistrement, mais Bloom et son groupe ne réussissent pas à décrocher de contrat : ils enchaînent spectacles et concerts en plein air, jusqu'à ce que le groupe se sépare en juillet 1967.
Bien que Bloom soit accepté pour des études supérieures à l'Université d'État de San Diego, il décide de passer l'été de 1967 à vagabonder et à vendre ses esquisses, à Provincetown, Cape Cod, jusqu'à ce qu'il obtienne un emploi de plongeur.
À peine installé, un ami d'université invite Bloom à se produire à Clayton, dans l'état de New York, le lendemain même. Malgré le court délai, Bloom quitte aussitôt Provincetown. Les Lost and Found reformés jouent le reste de la saison.

### Soft White Underbelly: 1968-1971
En 1968, Bloom s'installe avec sa sœur à Plainview, Long Island et prend un emploi au magasin de musique de Sam Ash à Hempstead. En 1968, les membres du groupe "Soft White Underbelly", Donald Roeser (plus tard Buck Dharma), Allen Lanier et Andrew Winters, entrent dans le magasin où travaillait Bloom., l'un d'eux a repéré une photo que Bloom a mis sur le mur: une photo de son ancien groupe, les "Lost and Found", accrochée avec toutes les autres photos de groupes majeures de l'époque, comme les Rolling Stones et The Who, en clin d'œil humoristique. Un autre des membres de Soft White Underbelly, Les Braunstein, le chanteur, qui at aussi été un ancien élève du Collège de Hobart, a déjà parlé à son groupe des "Lost and Found". De là nait leur amitié avec Bloom.
Bloom devient leur ingénieur du son, à l'Electric Circus, à Greenwich Village. Chacun  mutuellement impressionné par le travail de l'autre, si bien qu'en novembre 1968, le manager du groupe, Sandy Pearlman, invite Bloom à devenir le manager de leur prochaine tournée. Bloom emménage dans la maison groupe, à Great Neck, dans l'état de New-York, en décembre 1968.

### Blue Öyster Cult
En avril 1969, Les Braunstein abandonne le groupe et Bloom le remplace au chant. Le groupe a traversé plusieurs changements de nom, mais en 1971, ils s'accordent sur « Blue Öyster Cult », en référence à un poème de Pearlman. Leur premier album, éponyme, est publié par Columbia Records en 1972, et sont élus « Meilleur Nouveau Groupe » par le magazine Creem.
En 1976, l'album Agents of Fortune est disque de platine avec son grand succès de (Don't fear) the Reaper qui lance le groupe internationalement. Creem et Rollings Stones Magazine élisent (Don't Fear) The Reaper "single de l'année".
Bloom a été l'un des membres les plus actifs du groupe à travers les décennies, (chanteur guitariste de 1971 à nos jours) avec Buck Dharma (on estime qu'ils ont donné plus de 4000 spectacles). Il a également co-écrit quelques-unes des chansons les plus populaires du groupe.
Solide guitariste rythmique (stun guitar !) il a joué pendant les premières années du band sur une guitare faite sur mesure portant le logo du BOC.
Il possède de plus une voix métallique aux accents inquiétants qui convient parfaitement aux architectures glacées du Blue Oÿster Cult. À noter que principal chanteur du groupe il n'est pas le seul, Buck Dharma chante ses propres compositions : (Don't fear) the Reaper, etc., idem pour Albert Bouchard le premier batteur (Cities on Flame and Rock n' Roll...).

### En dehors de BÖC
Bloom est connu pour être un amateur de science-fiction, et d’heroic fantasy. Il écrit à l'auteur britannique de science-fiction Michael Moorcock, qui va par la suite collaborer avec lui sur trois chansons. Black Blade, sur l'album Cultösaurus Erectus, chanson écrite du point de vue du personnage Elric de Melniboné, héros des aventures du Cycle d'Elric, et The Great Sun Jester ; Veteran of the psychic wars sera utilisée dans le film Heavy Metal. En 1987, Bloom et Moorcock interprètent la chanson en direct à la « Dragon Con Convention  d'Atlanta, en Géorgie.